# COSME
COSME (englisch Competitiveness of Enterprises and Small and Medium-sized Enterprises) war ein Förderprogramm der Europäischen Union, das für die „Wettbewerbsfähigkeit von Unternehmen und für kleine und mittlere Unternehmen“ stand.
Das COSME-Förderprogramm löst seit 2014 das Rahmenprogramm für Wettbewerbsfähigkeit und Innovation „CIP“ ab und soll beispielsweise bei Kapitalzugangsschwierigkeiten helfen. Zudem ist das Ziel der EU, weiterhin Menschen zur Gründung zu bewegen. Das Europäische Parlament sowie der Europäische Rat beschlossen daher am 22. November 2013 eine entsprechende rechtsverbindliche Verordnung.
COSME ist das einzige „spezifische Förderprogramm für kleine- und mittlere Unternehmen“ in der EU. Hauptansprechpartner für das Cosme Programm ist neben der EU-Kommission das Enterprise Europe Network (EEN).

## Entstehung
Im Rahmen der Verhandlungen aller EU-Mitgliedsstaaten zum MFR, dem Mehrjährigen Finanzrahmen der Europäischen Union 2014–2020 werden verschiedenste Förderprogramme analysiert, bewertet und initiiert. Dabei war das Motto „Besser statt mehr“ in den letzten Jahren Wegbegleiter des Entwicklungsprozesses. Bereits im Februar 2013 einigten sich die Staats- und Regierungschefs der EU über die Eckdaten und einem Finanzrahmen von ca. 960 Mrd. Euro. Allerdings wurden diese zunächst vom Europäischen Parlament abgelehnt und mit dem EU-Rat weiter verhandelt. Dabei ging es beispielsweise um die noch offenen Verpflichtungen aus den Programmen der Jahre 2012–2013 sowie der Evaluation laufender Förderprogramme.
„Wettbewerb“ und „Innovation“ lauteten bis dato die Zauberworte der Europäischen Förderpolitik und Förderprogramme wie „Horizont 2020“, „CIP“, „FP7“ und „EIT“ bestimmten die letzte EU-Förderperiode 2007–2013. Das Flaggschiff namens „Horizont 2020“ ist das „Rahmenprogramm für Forschung und Innovation“. Es bündelte die forschungsrelevanten Teile aus den Programmen „CIP“, „FP7“ und dem Europäischen Institut für Innovation und Technologie (EIT). Mit diesem Rahmenprogramm sollen bereits 6,8 Mrd. Euro an KMU fließen und 4 Mrd. Euro für Finanzinstrumente bereitgestellt werden. Die Instrumente bezogen sich auf Fazilitäten für Wachstum. Zudem hat die EU 2008 durch den Small Business Act für Europa (SBA) einen umfassenden politischen Rahmen für Klein- und Mittelständische Unternehmen beschlossen. Dieser fördert das Unternehmertum und verankert den Grundsatz „Vorfahrt für KMU“ in Gesetzen und politischen Konzeptionen um die Wettbewerbsfähigkeit der KMU zu stärken sowie die Ziele der Europa Strategie 2020 zu erreichen. In der Überprüfung des SBA im Jahre 2011 und bezugnehmend auf die jüngste europäische Finanzkrise wurde eine Überarbeitung hinsichtlich der KMU-Bedürfnisse  in dessen wirtschaftlichen Umfeld vorgenommen, die letztlich zu einem speziellen KMU Förderprogramm führten. Das COSME Programm hat sich demnach auf einem breiten und soliden Fundament an bestehenden Programmen, gemachten Erfahrungen, der Evaluation von Kennzahlen und Grundsätzen zum Wohle des Kleinstunternehmens und KMU in der EU entwickelt.
Mit der Bekanntmachung der COSME-Verordnung Nr. 1287/2013 im Amtsblatt der EU am 11. Dezember 2013 wurde der COSME-Entwicklungsprozess schließlich beendet.